# Matwiejewskoje (obwód wołogodzki)
Matwiejewskoje (ros. Матвеевское) – wieś w Rosji, w rejonie szeksnińkim obwodu wołogodzkiego. W 2010 r. liczyła 2 mieszkańców.